# Samuel Larsen
Samuel Peter Acosta Larsen (* 28. August 1991 in San Diego, Kalifornien) ist ein US-amerikanischer Schauspieler und Musiker.

## Leben und Werdegang
Larsen spielt seit seinem zweiten Lebensjahr Schlagzeug und begann mit 12 Jahren Gitarre und Bass zu lernen. Er wuchs in San Diego auf, zog jedoch im Alter von 17 Jahren nach Südkalifornien, wo er für eine lokale Band für drei Jahre lang sang.
2010 nahm er an der neunten Staffel von American Idol teil, schied jedoch kurz vor dem Halbfinale aus. Ein Jahr später gewann er die erste Staffel der Castingshow The Glee Project und damit Auftritte in sieben Episoden der Serie Glee.
Im Sommer 2012 wurde bekannt, dass Larsen auch in der vierten Staffel der Serie weiterhin zu sehen sein wird.
Zusammen mit Skip Arnold spielt er in der Band Bridges I Burn.
Larsen lebt zurzeit in Los Angeles.

## Filmografie
Als er selbst
- 2010: American Idol
- 2011: The Glee Project

Als Schauspieler
- 2012–2015: Glee (Joe Hart)
- 2015: Hawaii Five-0 (Fernsehserie, Episode 6x9)
- 2019: After Passion (Zed)
- 2020: After Truth (Zed)
- 2023: Beautiful Disaster
- 2023: Shoulder Dance